# Melitin
Melitin hovedkomponenten af er honningbiens gift, et toksin, der kendes under flere navne: Mellitin, Melittin, Forapin og Forapine. Melitin er et biologisk aktivt polypeptid bestående af 26 aminosyrer.
Melitin kom i pressens overskrifter, da forskere i 2013 fandt, at det var aktivt mod HIV. Tidligere var det kendt at biavlere sjældent blev forkølede eller havde influenza og at melitin bl.a. har cytolytiske egenskaber, kan få muskelceller til at reagere og frigør histamin.

## Eksterne links og reference
1. ↑  Bee sting venom could prevent the spread of HIV, doctors claim. MailOnline
2. ↑  Giftige planter og dyr kan bruges i medicin. Videnskab.dk
3. ↑  Melitten – Compound Summary. PubChem